# 勒氏強棘杜父魚
勒氏強棘杜父魚，為輻鰭魚綱鮋形目杜父魚亞目杜父魚科的其中一種，為溫帶海水魚，分布於北太平洋白令海至加拿大卑詩省海域，體長可達20公分，棲息底層水域，生活習性不明。

## 扩展阅读
維基物種上的相關：勒氏強棘杜父魚